# ماهونية رباعية الورق
الماهونية رُبَاعية الوَرَق هي نوع من النباتات المزهرة من جنس الماهونية في الفصيلة البرباريسية موطنه الساحل الشمالي الغربي لأمريكة الشمالية من جنوب كُلُمبية البريطانية جنوبًا إلى وسط كَلِفُرنية وبعض التجمعات في شمال ولاية ايداهو.